# Гаетано Аутері
Гаетано Аутері (італ. Gaetano Auteri, нар. 21 вересня 1961, Флоридія) — італійський футболіст, що грав на позиції нападника. По завершенні ігрової кар'єри — тренер.
Виступав, зокрема, за клуби «Дженоа» та «Палермо».

## Ігрова кар'єра
У дорослому футболі дебютував 1979 року виступами за команду клубу «Сіракуза», в якій провів два сезони, взявши участь у 37 матчах чемпіонату. 
1981 року на запрошення тренера Еудженіо Фашетті перейшов до команди «Варезе» із Серії B, де відіграв три сезони. В одній із ігор за цю команду ушкодив меніск, що поставило під питання подальшу ігрову кар'єру.
Утім зміг відновитися після травми і 1984 року за 1,4 мільйрди лір перейшов до іншого друголігового клубу «Дженоа». Відіграв за генуезький клуб наступні два сезони своєї ігрової кар'єри.
Згодом грав за «Монцу», «Палермо», «Лікату» і «Леонціо». В останні роки кар'єри страждав від рецидивів травми коліна, які врешті-решт змусили гравця завершити кар'єру у тридятирічному віці.

## Кар'єра тренера
Розпочав тренерську кар'єру невдовзі по завершенні кар'єри гравця, 1994 року, ставши помічником головного тренера у клубі «Атлетіко Катанья». За рік розпочав самостійну тренерську роботу, очоливши команду «Рагуза».
Протягом наступного десятиріччя працював з низкою команд у третьому і четвертому за силою італійських дивізіонах.
2011 року привів «Ночеріну» до перемоги у своїй групі Лега Про Пріма Дівізіоне і наступного року дебютував як тренер у Серії B. Щоправда там команда не змогла затриматися більш ніж на один сезон і знову понизилася у класі.
Згодом протягом частини 2013 року знову працював у другому італійському дивізіоні, цього разу з «Латиною», проте також доволі неуспішно. Відтоді очолював команди виключно третього за силою дивізіону італійського чемпіонату.
Наразі останнім місцем тренерської роботи був «Катандзаро», головним тренером команди якого Гаетано Аутері був з 2018 по 2019 рік.